# Mimosa bimucronata
Mimosa bimucronata là một loài thực vật có hoa trong họ Đậu. Loài này được (DC.) Kuntze miêu tả khoa học đầu tiên.

## Hình ảnh

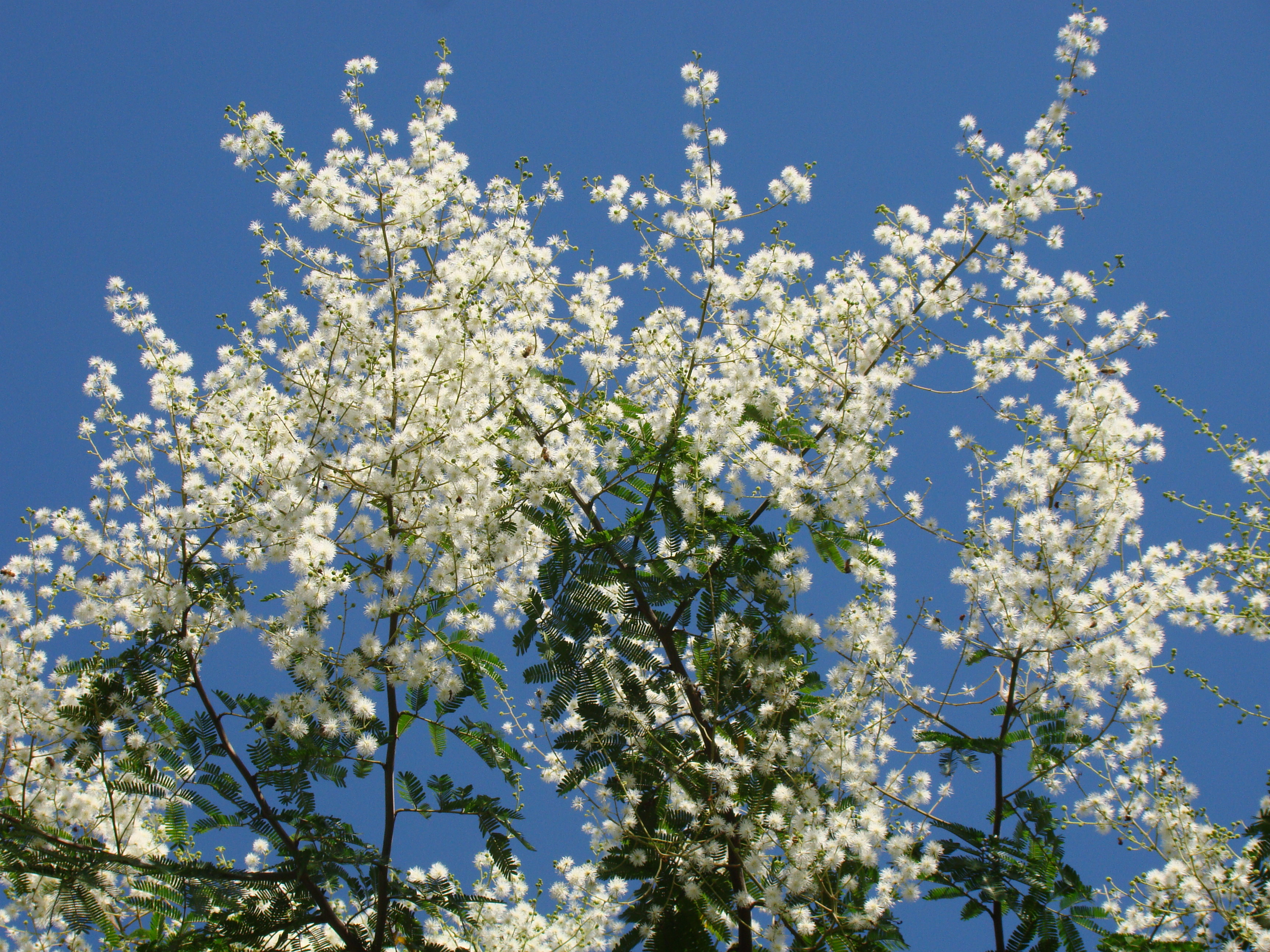
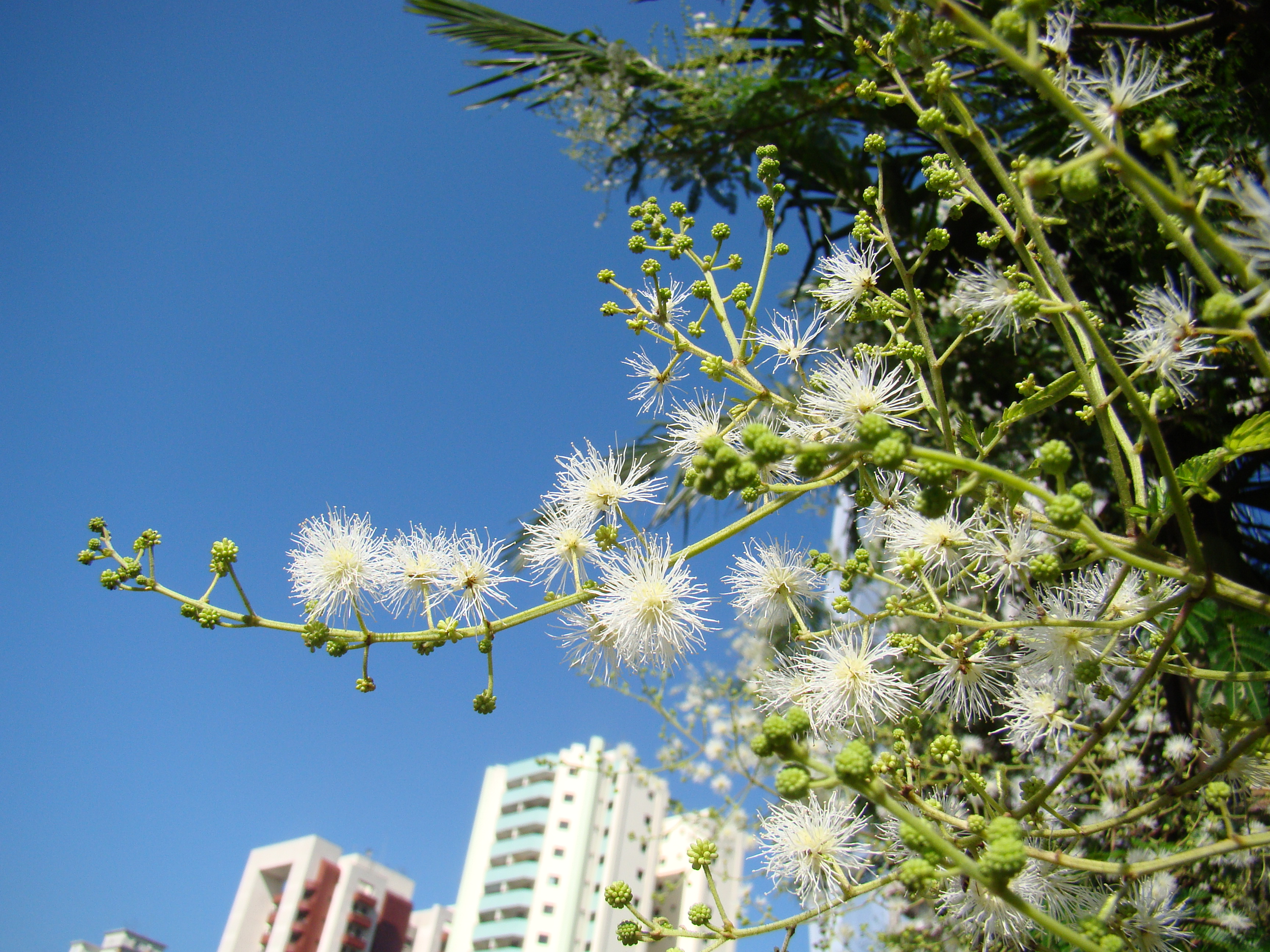
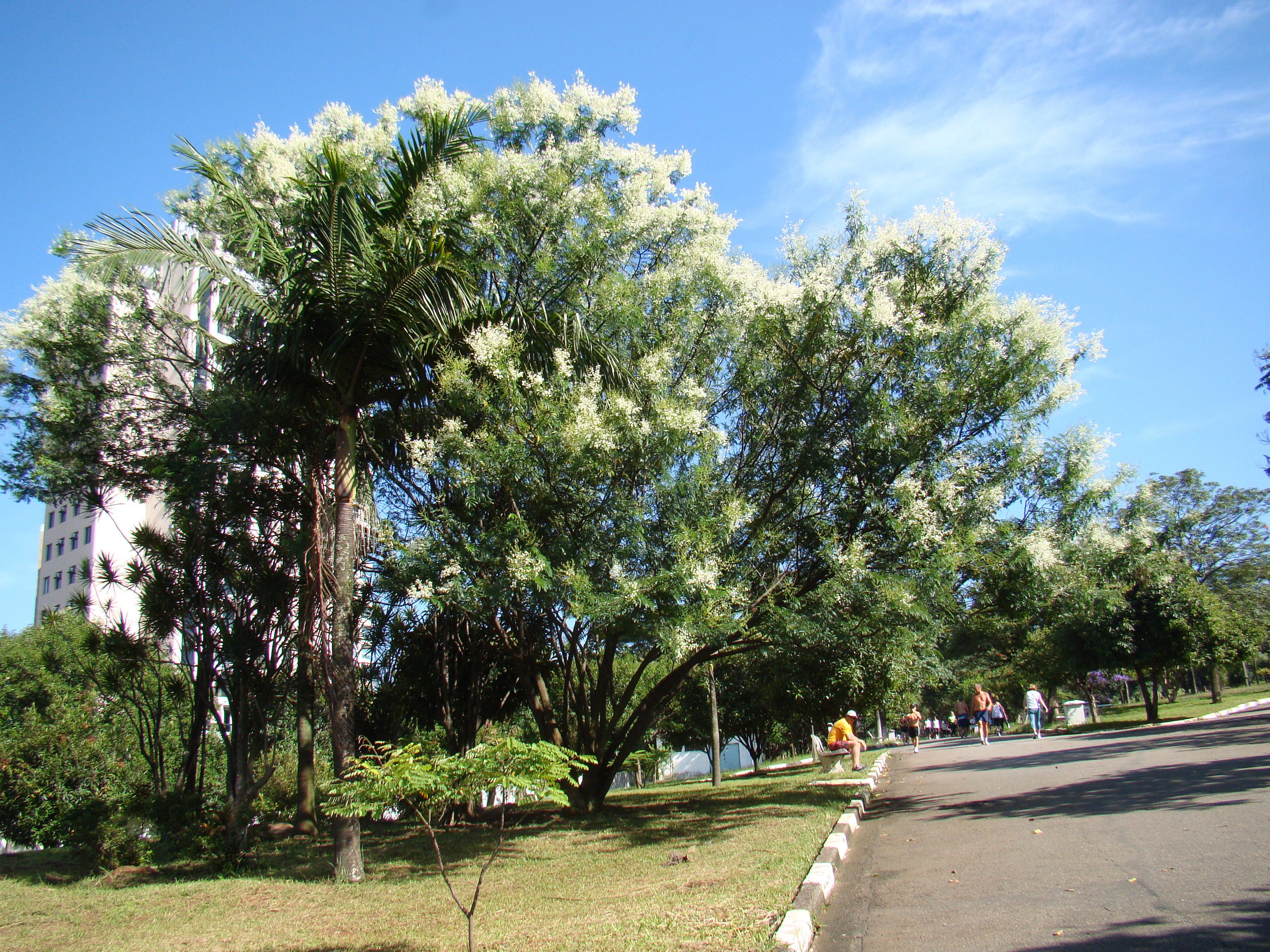
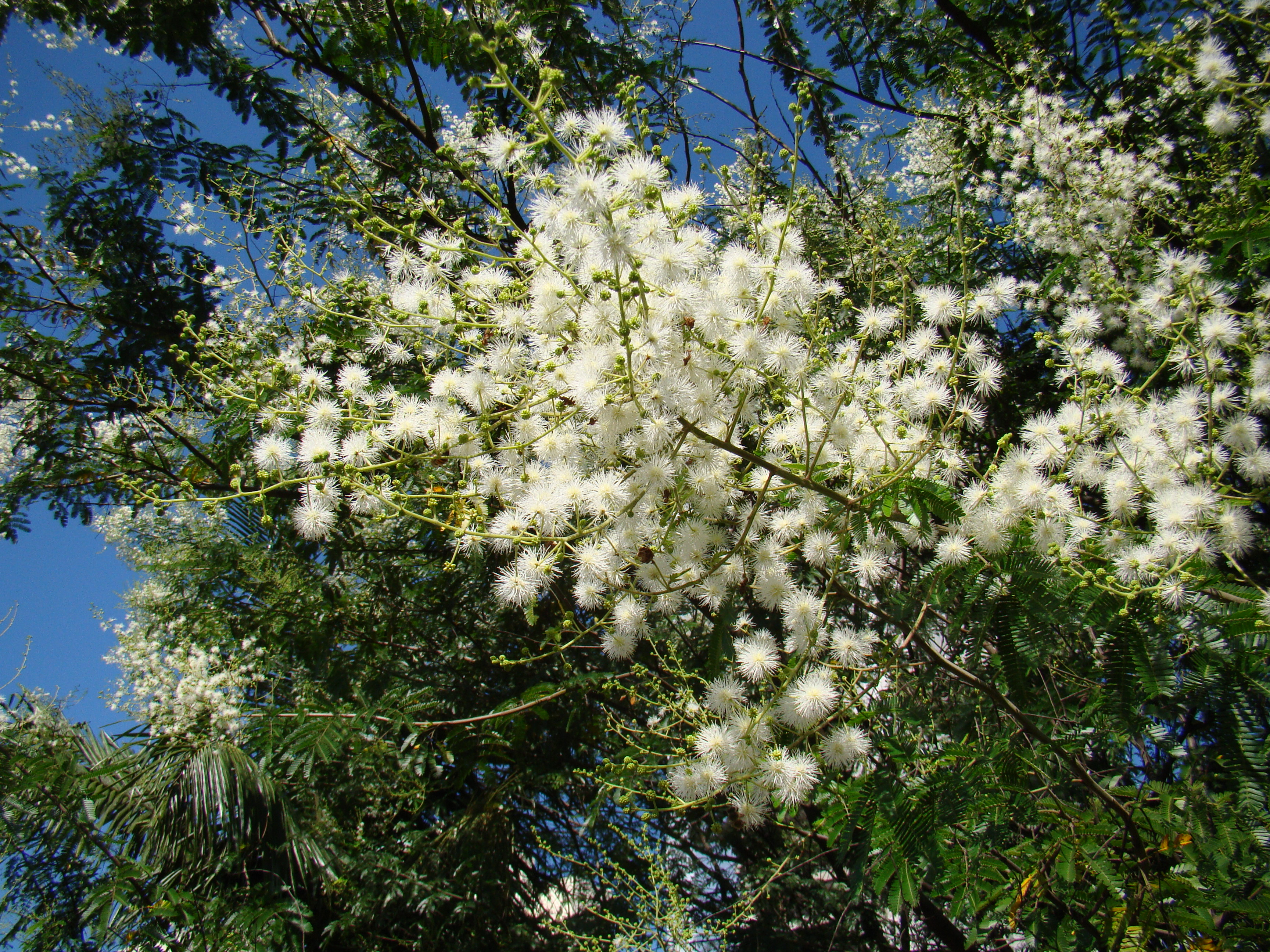